# Aulonemia purpurata
Aulonemia purpurata là một loài thực vật có hoa trong họ Hòa thảo. Loài này được (McClure) McClure mô tả khoa học đầu tiên năm 1973.